# Sceptic
Gli Sceptic sono un gruppo technical death metal polacco formatosi a Cracovia nel 1994. Il loro nome originale era Tormentor.

## Formazione
Attuale
- Jacek Hiro - chitarra (1994-presente) (Never, Virgin Snatch, Voodoo Gods, Dies Irae, ex-Decapitated (live))
- Paweł Kolasa - basso (1996-2001, 2008-presente) (ex-Atrophia Red Sun)
- Jakub Kogut - batteria (1998-2000, 2010-presente) (Virgin Snatch, ex-Atrophia Red Sun, ex-L'Avantgarde Noire)
- Weronika Zbieg - voce (2004-presente) (Doctrine X, Totem)
- Daniel Kesler - chitarra (2010-presente) (Redemptor, Sothoth, Summanus, ex-Internal Thorn, ex-Privateer)

Musicisti live
- Adrian Kowanek – voce (1999)
- Michał Skotniczny – voce, chitarra (2001-2003)
- Dariusz Styczeń – chitarra (1994-1995)
- Rafał "Kastor" Kastory – chitarra (2001-2002)

Ex componenti
- Maciej Zięba – batteria (1994-1998, 2000-2002)
- Jakub "Cloud" Chmura – batteria (2002-2010)
- Grzegorz Feliks – basso (2001-2005)
- Marcin Halerz – basso (2005-2008)
- Arkadiusz Stawiarski – voce (1995-1998)
- Marcin Urbaś – voce (1998-2000, 2003-2004, 2005)
- Michał "Psycho" Senajko – voce (2000-2001)
- Jacek Mrożek – voce, chitarra (1995-1997)
- Czesław Semla – chitarra (1998-2001)
- Wacław "Vogg" Kiełtyka – chitarra (2008-2010)

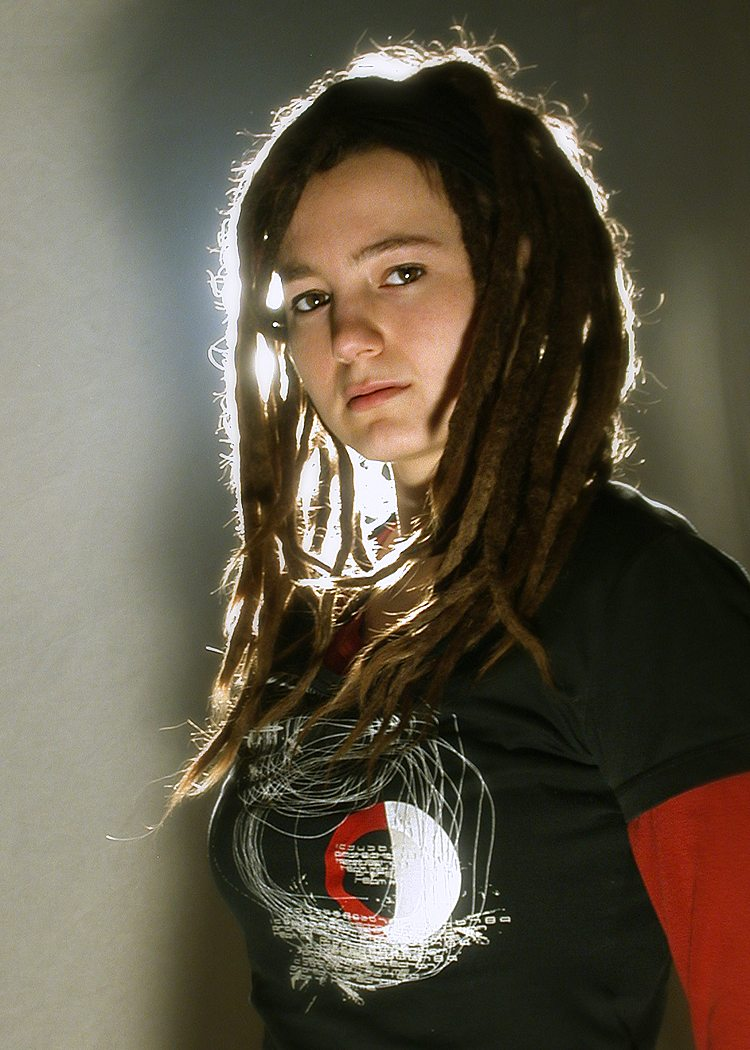
Weronika Zbieg
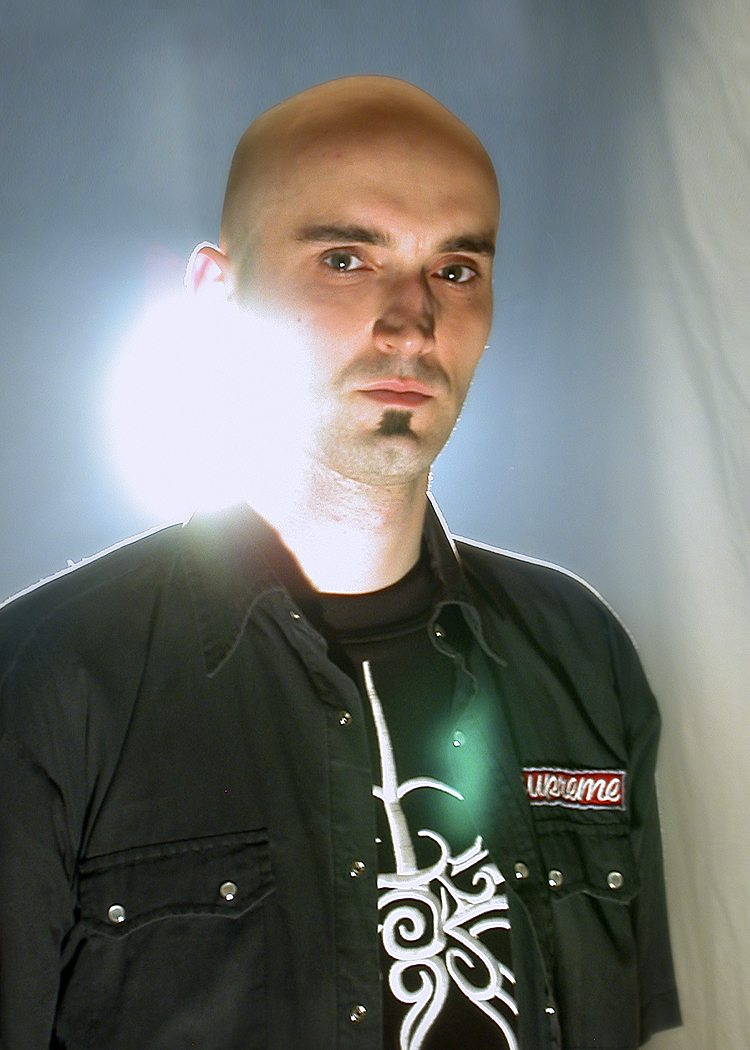
Marcin Halerz
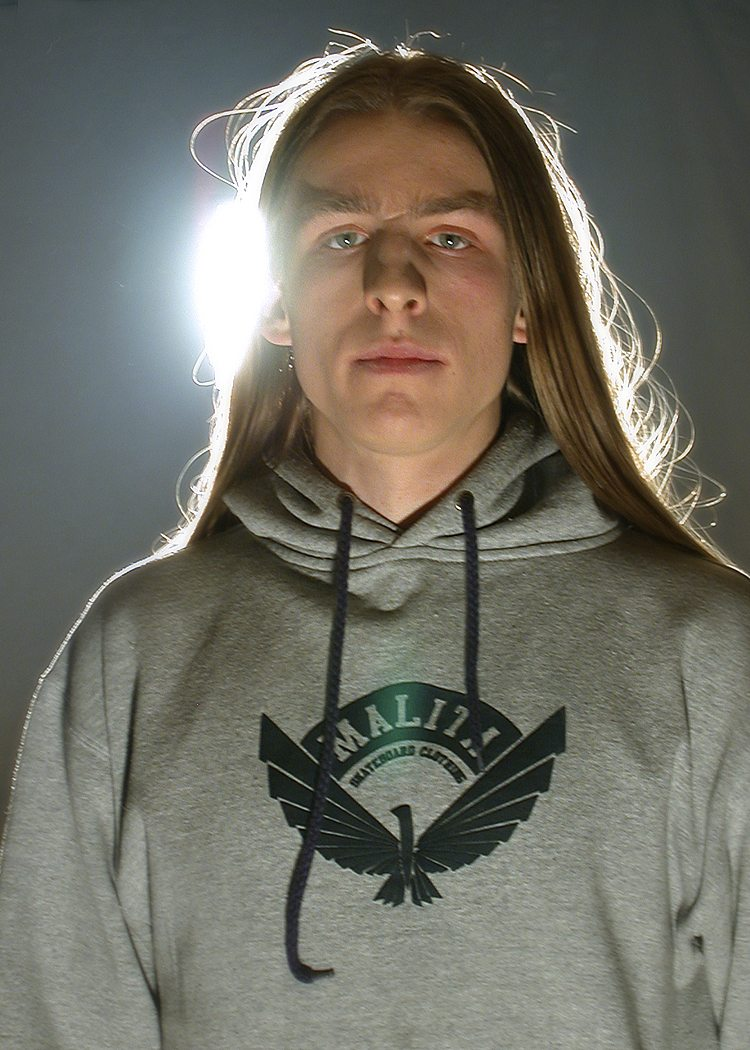
Jakub Chmura
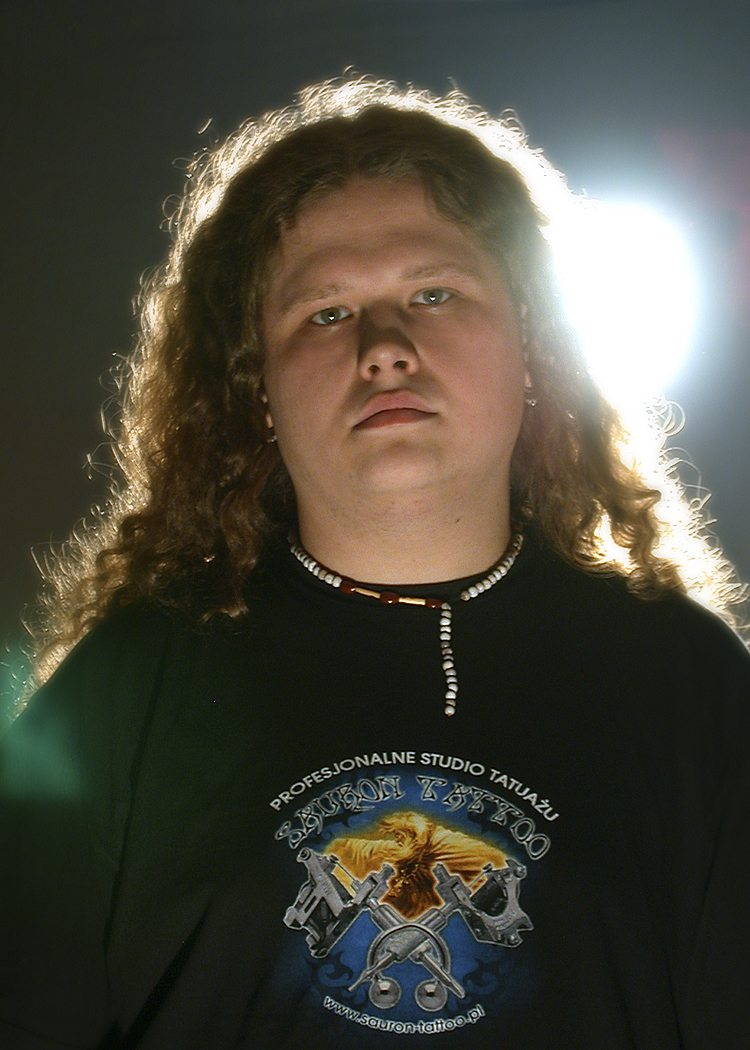
Jacek Hiro

## Discografia

### Demo
- 1996 - Demo 96
- 1997 - Beyond Reality
- 1998 - Promo 98

### Album in studio
- 1999 - Blind Existence (Mystic Production)
- 2001 - Pathetic Being (Empire Records)
- 2003 - Unbeliever's Script (Candlelight Records)
- 2005 - Internal Complexity (Mystic Production)
- 2022 - Nailed to Ignorance (Szataniec)

### Live
- 2001 - Lost Live Identity (Mystic Production)